# Javaanse knobbelslang
De Javaanse knobbelslang (Xenodermus javanicus) is een slang die behoort tot de familie knobbelslangachtigen (Xenodermidae).

## Naam en indeling
De wetenschappelijke naam van de soort werd voor het eerst voorgesteld door Malcolm Arthur Smith in 1921. Later werd de wetenschappelijke naam Gonionotus plumbeus gebruikt. Het is de enige soort uit het monotypische geslacht Xenodermus.
De soortaanduiding javanicus betekent vrij vertaald 'van Java' en verwijst naar het verspreidingsgebied.

## Uiterlijke kenmerken
De Javaanse knobbelslang bereikt een lichaamslengte tot ongeveer 65 centimeter. Het lichaam is smal en de kop is duidelijk te onderscheiden van het lichaam door de aanwezigheid van een insnoering. De ogen zijn relatief klein en hebben een ronde pupil. De neusgaten zijn wat verhoogd en zijn aan de voorzijde van de snuit geplaatst. De slang heeft 40 tot 51 rijen schubben in de lengte op het midden van het lichaam. Xenodermus javanicus is gemakkelijk te onderscheiden van andere slangen door de drie rijen knobbels aan de rugzijde. Deze knobbelrijen doen enigszins denken aan het patroon van verhoornde knobbels van krokodilachtigen. Aan de buikzijde zijn 165 tot 186 buikschubben gelegen. Onder de staart zijn 129 tot 165 ongepaarde staartschubben aanwezig, ook de anaalschub is niet gepaard.
De lichaamskleur is grijs, de voorzijde van de kop is vaak wat lichter van kleur. De knobbels aan de bovenzijde zijn meestal ook wat lichter van kleur.

## Levenswijze
De slang is 's nachts actief en is een bodembewoner die zich overdag verschuilt onder houtblokken en in holen. De slang is veel bij het water te vinden, op het menu staan voornamelijk kikkers.
De vrouwtjes zetten soms eieren af, de legsel bestaan uit twee tot vier eieren die na ongeveer twee maanden uitkomen. Sommige vrouwtjes echter zetten geen eieren af maar zijn eierlevendbarend, de jongen komen dan levend ter wereld. De jongen zijn ongeveer 18 tot 20 centimeter als ze ter wereld komen.

## Verspreiding en habitat
De Javaanse knobbelslang komt voor in delen van Azië en leeft in de landen Myanmar, Thailand, Maleisië en Indonesië.
De habitat bestaat uit vochtige tropische en subtropische bossen, zowel in laaglanden als in bergstreken, tropische en subtropische graslanden en draslanden. Ook in door de mens aangepaste streken zoals irrigatiekanalen en regelmatig onder water lopende landbouwgebieden kan de slang worden gevonden. De soort is aangetroffen van zeeniveau tot op een hoogte van ongeveer 1300 meter boven zeeniveau.

## Beschermingsstatus
Door de internationale natuurbeschermingsorganisatie IUCN is de beschermingsstatus 'veilig' toegewezen (Least Concern of LC).